# Колонка (Ростовская область)
Колонка — посёлок в Красносулинском районе Ростовской области.
Входит в состав Божковского сельского поселения.

## География
Посёлок находится в десяти километрах к югу от административного центра Божковского сельского поселения хутора Божковка и в пятидесяти километрах к юго-западу от районного центра города Красный Сулин.

### Улицы
- Горняк сад.
- ул. Степная.

## Население
| 2010 |
| ---- |
| 45   |